# Гласные
Гла́сные — тип речевых звуков, при артикуляции которых потоку воздуха не создаётся существенных препятствий, соответственно, нигде над гортанью не создаётся сколько-нибудь существенного воздушного давления.
Артикуляция гласных звуков акустически отражается как периодические колебания по всему спектру, поэтому гласные звуки являются музыкальными звуками. Различия в артикуляции гласных достигаются изменением формы резонатора: это может осуществляться изменением в положении тела или корня языка, а также губ. Кроме того, гласные могут иметь дополнительные артикуляции (например, носовую) и фонации.
Под гласными зачастую понимают также буквы, передающие такие звуки. Иногда во избежание путаницы употребляют термин «гласные звуки».
Систему гласных в конкретном говоре, диалекте, языке, группе языков называют вокализмом.

## Различительные признаки гласных
|                                         | Передние | Ненапряжённые передние | Средние | Ненапряжённые задние | Задние |
| --------------------------------------- | --- | --- | --- | --- | --- |
| Верхние                                 | • i y · • ɨ ʉ · • ɯ u · • ɪ ʏ · • ɪ̈ ʊ̈ · • ɯ̽ ʊ · • e ø · • ɘ ɵ · • ɤ o · • e̞ ø̞ · • ə ɵ̞ · • ɤ̞ o̞ · • ɛ œ · • ɜ ɞ · • ʌ ɔ · • æ · • ɐ ɞ̞ · • a ɶ · • ä ɒ̈ · • ɑ ɒ · | • i y · • ɨ ʉ · • ɯ u · • ɪ ʏ · • ɪ̈ ʊ̈ · • ɯ̽ ʊ · • e ø · • ɘ ɵ · • ɤ o · • e̞ ø̞ · • ə ɵ̞ · • ɤ̞ o̞ · • ɛ œ · • ɜ ɞ · • ʌ ɔ · • æ · • ɐ ɞ̞ · • a ɶ · • ä ɒ̈ · • ɑ ɒ · | • i y · • ɨ ʉ · • ɯ u · • ɪ ʏ · • ɪ̈ ʊ̈ · • ɯ̽ ʊ · • e ø · • ɘ ɵ · • ɤ o · • e̞ ø̞ · • ə ɵ̞ · • ɤ̞ o̞ · • ɛ œ · • ɜ ɞ · • ʌ ɔ · • æ · • ɐ ɞ̞ · • a ɶ · • ä ɒ̈ · • ɑ ɒ · | • i y · • ɨ ʉ · • ɯ u · • ɪ ʏ · • ɪ̈ ʊ̈ · • ɯ̽ ʊ · • e ø · • ɘ ɵ · • ɤ o · • e̞ ø̞ · • ə ɵ̞ · • ɤ̞ o̞ · • ɛ œ · • ɜ ɞ · • ʌ ɔ · • æ · • ɐ ɞ̞ · • a ɶ · • ä ɒ̈ · • ɑ ɒ · | • i y · • ɨ ʉ · • ɯ u · • ɪ ʏ · • ɪ̈ ʊ̈ · • ɯ̽ ʊ · • e ø · • ɘ ɵ · • ɤ o · • e̞ ø̞ · • ə ɵ̞ · • ɤ̞ o̞ · • ɛ œ · • ɜ ɞ · • ʌ ɔ · • æ · • ɐ ɞ̞ · • a ɶ · • ä ɒ̈ · • ɑ ɒ · |
| Ненапряжённые верхние                   | • i y · • ɨ ʉ · • ɯ u · • ɪ ʏ · • ɪ̈ ʊ̈ · • ɯ̽ ʊ · • e ø · • ɘ ɵ · • ɤ o · • e̞ ø̞ · • ə ɵ̞ · • ɤ̞ o̞ · • ɛ œ · • ɜ ɞ · • ʌ ɔ · • æ · • ɐ ɞ̞ · • a ɶ · • ä ɒ̈ · • ɑ ɒ · | • i y · • ɨ ʉ · • ɯ u · • ɪ ʏ · • ɪ̈ ʊ̈ · • ɯ̽ ʊ · • e ø · • ɘ ɵ · • ɤ o · • e̞ ø̞ · • ə ɵ̞ · • ɤ̞ o̞ · • ɛ œ · • ɜ ɞ · • ʌ ɔ · • æ · • ɐ ɞ̞ · • a ɶ · • ä ɒ̈ · • ɑ ɒ · | • i y · • ɨ ʉ · • ɯ u · • ɪ ʏ · • ɪ̈ ʊ̈ · • ɯ̽ ʊ · • e ø · • ɘ ɵ · • ɤ o · • e̞ ø̞ · • ə ɵ̞ · • ɤ̞ o̞ · • ɛ œ · • ɜ ɞ · • ʌ ɔ · • æ · • ɐ ɞ̞ · • a ɶ · • ä ɒ̈ · • ɑ ɒ · | • i y · • ɨ ʉ · • ɯ u · • ɪ ʏ · • ɪ̈ ʊ̈ · • ɯ̽ ʊ · • e ø · • ɘ ɵ · • ɤ o · • e̞ ø̞ · • ə ɵ̞ · • ɤ̞ o̞ · • ɛ œ · • ɜ ɞ · • ʌ ɔ · • æ · • ɐ ɞ̞ · • a ɶ · • ä ɒ̈ · • ɑ ɒ · | • i y · • ɨ ʉ · • ɯ u · • ɪ ʏ · • ɪ̈ ʊ̈ · • ɯ̽ ʊ · • e ø · • ɘ ɵ · • ɤ o · • e̞ ø̞ · • ə ɵ̞ · • ɤ̞ o̞ · • ɛ œ · • ɜ ɞ · • ʌ ɔ · • æ · • ɐ ɞ̞ · • a ɶ · • ä ɒ̈ · • ɑ ɒ · |
| Средне‐верхние                          | • i y · • ɨ ʉ · • ɯ u · • ɪ ʏ · • ɪ̈ ʊ̈ · • ɯ̽ ʊ · • e ø · • ɘ ɵ · • ɤ o · • e̞ ø̞ · • ə ɵ̞ · • ɤ̞ o̞ · • ɛ œ · • ɜ ɞ · • ʌ ɔ · • æ · • ɐ ɞ̞ · • a ɶ · • ä ɒ̈ · • ɑ ɒ · | • i y · • ɨ ʉ · • ɯ u · • ɪ ʏ · • ɪ̈ ʊ̈ · • ɯ̽ ʊ · • e ø · • ɘ ɵ · • ɤ o · • e̞ ø̞ · • ə ɵ̞ · • ɤ̞ o̞ · • ɛ œ · • ɜ ɞ · • ʌ ɔ · • æ · • ɐ ɞ̞ · • a ɶ · • ä ɒ̈ · • ɑ ɒ · | • i y · • ɨ ʉ · • ɯ u · • ɪ ʏ · • ɪ̈ ʊ̈ · • ɯ̽ ʊ · • e ø · • ɘ ɵ · • ɤ o · • e̞ ø̞ · • ə ɵ̞ · • ɤ̞ o̞ · • ɛ œ · • ɜ ɞ · • ʌ ɔ · • æ · • ɐ ɞ̞ · • a ɶ · • ä ɒ̈ · • ɑ ɒ · | • i y · • ɨ ʉ · • ɯ u · • ɪ ʏ · • ɪ̈ ʊ̈ · • ɯ̽ ʊ · • e ø · • ɘ ɵ · • ɤ o · • e̞ ø̞ · • ə ɵ̞ · • ɤ̞ o̞ · • ɛ œ · • ɜ ɞ · • ʌ ɔ · • æ · • ɐ ɞ̞ · • a ɶ · • ä ɒ̈ · • ɑ ɒ · | • i y · • ɨ ʉ · • ɯ u · • ɪ ʏ · • ɪ̈ ʊ̈ · • ɯ̽ ʊ · • e ø · • ɘ ɵ · • ɤ o · • e̞ ø̞ · • ə ɵ̞ · • ɤ̞ o̞ · • ɛ œ · • ɜ ɞ · • ʌ ɔ · • æ · • ɐ ɞ̞ · • a ɶ · • ä ɒ̈ · • ɑ ɒ · |
| Средние                                 | • i y · • ɨ ʉ · • ɯ u · • ɪ ʏ · • ɪ̈ ʊ̈ · • ɯ̽ ʊ · • e ø · • ɘ ɵ · • ɤ o · • e̞ ø̞ · • ə ɵ̞ · • ɤ̞ o̞ · • ɛ œ · • ɜ ɞ · • ʌ ɔ · • æ · • ɐ ɞ̞ · • a ɶ · • ä ɒ̈ · • ɑ ɒ · | • i y · • ɨ ʉ · • ɯ u · • ɪ ʏ · • ɪ̈ ʊ̈ · • ɯ̽ ʊ · • e ø · • ɘ ɵ · • ɤ o · • e̞ ø̞ · • ə ɵ̞ · • ɤ̞ o̞ · • ɛ œ · • ɜ ɞ · • ʌ ɔ · • æ · • ɐ ɞ̞ · • a ɶ · • ä ɒ̈ · • ɑ ɒ · | • i y · • ɨ ʉ · • ɯ u · • ɪ ʏ · • ɪ̈ ʊ̈ · • ɯ̽ ʊ · • e ø · • ɘ ɵ · • ɤ o · • e̞ ø̞ · • ə ɵ̞ · • ɤ̞ o̞ · • ɛ œ · • ɜ ɞ · • ʌ ɔ · • æ · • ɐ ɞ̞ · • a ɶ · • ä ɒ̈ · • ɑ ɒ · | • i y · • ɨ ʉ · • ɯ u · • ɪ ʏ · • ɪ̈ ʊ̈ · • ɯ̽ ʊ · • e ø · • ɘ ɵ · • ɤ o · • e̞ ø̞ · • ə ɵ̞ · • ɤ̞ o̞ · • ɛ œ · • ɜ ɞ · • ʌ ɔ · • æ · • ɐ ɞ̞ · • a ɶ · • ä ɒ̈ · • ɑ ɒ · | • i y · • ɨ ʉ · • ɯ u · • ɪ ʏ · • ɪ̈ ʊ̈ · • ɯ̽ ʊ · • e ø · • ɘ ɵ · • ɤ o · • e̞ ø̞ · • ə ɵ̞ · • ɤ̞ o̞ · • ɛ œ · • ɜ ɞ · • ʌ ɔ · • æ · • ɐ ɞ̞ · • a ɶ · • ä ɒ̈ · • ɑ ɒ · |
| Средне‐нижние                           | • i y · • ɨ ʉ · • ɯ u · • ɪ ʏ · • ɪ̈ ʊ̈ · • ɯ̽ ʊ · • e ø · • ɘ ɵ · • ɤ o · • e̞ ø̞ · • ə ɵ̞ · • ɤ̞ o̞ · • ɛ œ · • ɜ ɞ · • ʌ ɔ · • æ · • ɐ ɞ̞ · • a ɶ · • ä ɒ̈ · • ɑ ɒ · | • i y · • ɨ ʉ · • ɯ u · • ɪ ʏ · • ɪ̈ ʊ̈ · • ɯ̽ ʊ · • e ø · • ɘ ɵ · • ɤ o · • e̞ ø̞ · • ə ɵ̞ · • ɤ̞ o̞ · • ɛ œ · • ɜ ɞ · • ʌ ɔ · • æ · • ɐ ɞ̞ · • a ɶ · • ä ɒ̈ · • ɑ ɒ · | • i y · • ɨ ʉ · • ɯ u · • ɪ ʏ · • ɪ̈ ʊ̈ · • ɯ̽ ʊ · • e ø · • ɘ ɵ · • ɤ o · • e̞ ø̞ · • ə ɵ̞ · • ɤ̞ o̞ · • ɛ œ · • ɜ ɞ · • ʌ ɔ · • æ · • ɐ ɞ̞ · • a ɶ · • ä ɒ̈ · • ɑ ɒ · | • i y · • ɨ ʉ · • ɯ u · • ɪ ʏ · • ɪ̈ ʊ̈ · • ɯ̽ ʊ · • e ø · • ɘ ɵ · • ɤ o · • e̞ ø̞ · • ə ɵ̞ · • ɤ̞ o̞ · • ɛ œ · • ɜ ɞ · • ʌ ɔ · • æ · • ɐ ɞ̞ · • a ɶ · • ä ɒ̈ · • ɑ ɒ · | • i y · • ɨ ʉ · • ɯ u · • ɪ ʏ · • ɪ̈ ʊ̈ · • ɯ̽ ʊ · • e ø · • ɘ ɵ · • ɤ o · • e̞ ø̞ · • ə ɵ̞ · • ɤ̞ o̞ · • ɛ œ · • ɜ ɞ · • ʌ ɔ · • æ · • ɐ ɞ̞ · • a ɶ · • ä ɒ̈ · • ɑ ɒ · |
| Ненапряжённые нижние                    | • i y · • ɨ ʉ · • ɯ u · • ɪ ʏ · • ɪ̈ ʊ̈ · • ɯ̽ ʊ · • e ø · • ɘ ɵ · • ɤ o · • e̞ ø̞ · • ə ɵ̞ · • ɤ̞ o̞ · • ɛ œ · • ɜ ɞ · • ʌ ɔ · • æ · • ɐ ɞ̞ · • a ɶ · • ä ɒ̈ · • ɑ ɒ · | • i y · • ɨ ʉ · • ɯ u · • ɪ ʏ · • ɪ̈ ʊ̈ · • ɯ̽ ʊ · • e ø · • ɘ ɵ · • ɤ o · • e̞ ø̞ · • ə ɵ̞ · • ɤ̞ o̞ · • ɛ œ · • ɜ ɞ · • ʌ ɔ · • æ · • ɐ ɞ̞ · • a ɶ · • ä ɒ̈ · • ɑ ɒ · | • i y · • ɨ ʉ · • ɯ u · • ɪ ʏ · • ɪ̈ ʊ̈ · • ɯ̽ ʊ · • e ø · • ɘ ɵ · • ɤ o · • e̞ ø̞ · • ə ɵ̞ · • ɤ̞ o̞ · • ɛ œ · • ɜ ɞ · • ʌ ɔ · • æ · • ɐ ɞ̞ · • a ɶ · • ä ɒ̈ · • ɑ ɒ · | • i y · • ɨ ʉ · • ɯ u · • ɪ ʏ · • ɪ̈ ʊ̈ · • ɯ̽ ʊ · • e ø · • ɘ ɵ · • ɤ o · • e̞ ø̞ · • ə ɵ̞ · • ɤ̞ o̞ · • ɛ œ · • ɜ ɞ · • ʌ ɔ · • æ · • ɐ ɞ̞ · • a ɶ · • ä ɒ̈ · • ɑ ɒ · | • i y · • ɨ ʉ · • ɯ u · • ɪ ʏ · • ɪ̈ ʊ̈ · • ɯ̽ ʊ · • e ø · • ɘ ɵ · • ɤ o · • e̞ ø̞ · • ə ɵ̞ · • ɤ̞ o̞ · • ɛ œ · • ɜ ɞ · • ʌ ɔ · • æ · • ɐ ɞ̞ · • a ɶ · • ä ɒ̈ · • ɑ ɒ · |
| Нижние                                  | • i y · • ɨ ʉ · • ɯ u · • ɪ ʏ · • ɪ̈ ʊ̈ · • ɯ̽ ʊ · • e ø · • ɘ ɵ · • ɤ o · • e̞ ø̞ · • ə ɵ̞ · • ɤ̞ o̞ · • ɛ œ · • ɜ ɞ · • ʌ ɔ · • æ · • ɐ ɞ̞ · • a ɶ · • ä ɒ̈ · • ɑ ɒ · | • i y · • ɨ ʉ · • ɯ u · • ɪ ʏ · • ɪ̈ ʊ̈ · • ɯ̽ ʊ · • e ø · • ɘ ɵ · • ɤ o · • e̞ ø̞ · • ə ɵ̞ · • ɤ̞ o̞ · • ɛ œ · • ɜ ɞ · • ʌ ɔ · • æ · • ɐ ɞ̞ · • a ɶ · • ä ɒ̈ · • ɑ ɒ · | • i y · • ɨ ʉ · • ɯ u · • ɪ ʏ · • ɪ̈ ʊ̈ · • ɯ̽ ʊ · • e ø · • ɘ ɵ · • ɤ o · • e̞ ø̞ · • ə ɵ̞ · • ɤ̞ o̞ · • ɛ œ · • ɜ ɞ · • ʌ ɔ · • æ · • ɐ ɞ̞ · • a ɶ · • ä ɒ̈ · • ɑ ɒ · | • i y · • ɨ ʉ · • ɯ u · • ɪ ʏ · • ɪ̈ ʊ̈ · • ɯ̽ ʊ · • e ø · • ɘ ɵ · • ɤ o · • e̞ ø̞ · • ə ɵ̞ · • ɤ̞ o̞ · • ɛ œ · • ɜ ɞ · • ʌ ɔ · • æ · • ɐ ɞ̞ · • a ɶ · • ä ɒ̈ · • ɑ ɒ · | • i y · • ɨ ʉ · • ɯ u · • ɪ ʏ · • ɪ̈ ʊ̈ · • ɯ̽ ʊ · • e ø · • ɘ ɵ · • ɤ o · • e̞ ø̞ · • ə ɵ̞ · • ɤ̞ o̞ · • ɛ œ · • ɜ ɞ · • ʌ ɔ · • æ · • ɐ ɞ̞ · • a ɶ · • ä ɒ̈ · • ɑ ɒ · |
| Пары гласных: неогублённый • огублённый | | | | | |

### Подъём
Подъём определяется вертикальным положением тела языка. Различают четыре подъёма: верхний, средне-верхний, средне-нижний и нижний. Иногда верхние гласные называются закрытыми (поскольку при их артикуляции спинка языка ближе всего подходит к нёбу), а нижние, соответственно, открытыми (редко также говорят о полуоткрытых и полузакрытых гласных). Не все языки различают все четыре подъёма: часто встречается ситуация, когда в языке встречается лишь один из средних подъёмов (например, в русском или испанском) или гласные верхне-среднего и нижне-среднего подъёмов являются аллофонами (например, в зулу).
Кроме того, во многих языках (например, в английском, исландском или яванском) встречаются гласные, промежуточные между верхним и верхне-средним подъёмом [ɪ], [ʏ], [ʊ], но они редко ведут себя как гласные отдельного подъёма, отличного от других (правда, в исландском [ɪ] является отдельной фонемой). Об альтернативном понимании этих гласных см. ниже.
Ни один известный язык не различает меньше двух подъёмов. Иногда встречаются утверждения, будто некоторые языки различают пять разных подъёмов, но на поверку это не всегда так: так, для многих языков Африки оказывается верным, что предполагаемая система из пяти подъёмов на самом деле является результатом противопоставления гласных не только по подъёму, но и по положению корня языка (см. ниже). Обычно считается, что естественный язык не различает больше четырёх подъёмов.

### Ряд
Ряд определяется горизонтальным положением тела языка: обычно различаются три ряда: передний, средний и задний. Утверждается, что некоторые языки (например, абхазский) не различают гласные разных рядов; однако это верно лишь фонологически, но не фонетически: в абхазском языке есть и звукотип [i] (переднего ряда), и звукотип [a] (среднего ряда), и звукотип [u] (заднего ряда), однако [i] и [u] находятся в дополнительном распределении. Ни один язык не различает более трёх рядов.

### Огубленность (лабиализация)
Кроме изменения положения языка, форму резонатора можно менять с помощью губ. Обычно огубленные (лабиализованные) гласные артикулируются путём вытягивания губ вперёд, «в трубочку». Однако есть и языки (например, шведский), различающие два типа лабиализации: так, в шведском противопоставлены обычный [u] и звук [u], при артикуляции которого губы напряжены и находятся довольно близко друг к другу, но не вытянуты.
Между огубленностью и задним рядом существует корреляция. В некоторых языках эти признаки коррелируют очень четко: так, в русском языке все задние гласные огублены, и наоборот. Конечно, существуют языки и с огубленными передними гласными (немецкий), и с неогубленными задними (вьетнамский), но даже в этом случае огубленные гласные артикулируются чуть ближе к задней части ротовой полости, чем соответствующие им по ряду и подъёму неогубленные, а неогубленные задние — наоборот, ближе к передней части, чем соответствующие огубленные (именно поэтому в таблице МФА огубленные гласные располагаются справа от точки, а неогубленные — слева).

### Назализация
Во многих языках (например, французском) простые (оральные) гласные могут противопоставляться назализованным, при артикуляции которых нёбная занавеска опущена, и воздух выходит также через носовую полость. В общеславянском языке, предке русского и других славянских языков имелись носовые гласные звуки о (на письме — ѫ) и е (на письме — ѧ). Но в ходе языковой эволюции все они были утрачены в современных славянских языках. Только польский язык сохранил данный архаизм в виде современных звуков ą и ę, которые в древнерусском языке упростились: *ęzykъ > ѧзꙑкъ > язык, *mǫžь > мѫжь > мѹжь > муж. Классическая латынь не имела носовых гласных. Однако в ходе дивергентного развития романских языков произошлa назализация гласных в языках с сильным кельтским субстратом (португальский и французский). Ср. лат. longus > фр. long /lɔ̃/ «длинный», но молд. лунг/lung без назализации; лат. germana > порт. irmã, но исп. hermana «сестра» без назализации. Назализация в романских языках на письме обозначается как позиционно, например -о перед согласными -m (м) и -n (н) (во французском и португальском), так и диакритиками — тильдой в португальском языке: ã.

### Фонация
Обычно при артикуляции гласных голосовые связки свободно вибрируют (модальный голос). Однако возможны и другие типы фонаций, например скрипучий голос (как во вьетнамском языке) или придыхательный голос. Кроме того, некоторые языки противопоставляют обычные гласные глухим, то есть произносящимся без участия голосовых связок (например, тотонак). Глухие гласные встречаются во многих языках (в японском, изредка в русском) в позиции между глухими согласными. Зачастую различия в фонации сопряжены с различиями по тону: к примеру, все гласные определённого тона произносятся с определённой фонацией (такие системы характерны для языков Юго-Восточной Азии). В таких ситуациях иногда говорят о регистровых противопоставлениях.

### Положение корня языка
В некоторых языках гласные противопоставляются по положению корня языка: он может быть выдвинут или не выдвинут вперёд. Акустически гласные, произносимые с выдвинутым вперёд корнем языка, похожи на напряженные (см. ниже), но механизм артикуляции несколько другой. Кроме того, в некоторых языках существуют гласные, характеризуемые, напротив, отодвинутым назад корнем языка. Этот контраст очень характерен для языков Западной Африки, где он является основой для сингармонизма.

### Дополнительные артикуляции
Кроме различных типов фонаций, возможны дополнительные сужения в речевом тракте. Так, в тунгусо-маньчжурских языках и в языках Кавказа распространены фарингализованные гласные (произносимые при суженной глотке). Самая сильная фарингализация наблюдается в таких называемых резких гласных койсанских языков, при артикуляции которых вибрируют даже не голосовые связки, а надгортанник.

### Эризация
При артикуляции гласных кончик языка может чуть-чуть загибаться назад. Эризованные гласные встречаются во многих вариантах английского языка и в севернокитайском языке. В китайском языке образуется вследствие добавления к концу слога или слова суффикса «er» 儿. Во время произношения слова, имеющего «ретрофлексную финаль», слоги в нём могут частично видоизмениться, однако в орфографическом написании слова непроизносящийся элемент сохраняется во имя соблюдения единства с исходной морфемой.

### «Напряжённость»
Иногда различают «напряжённые» (англ. tense) и «ненапряжённые» (англ. lax) гласные. Последние отличаются тем, что артикуляторы как бы «не достигают» целевого положения, то есть крайних точек пространства возможных артикуляций (эти точки иногда называют кардинальными гласными); иногда предполагается, будто «напряжённые» гласные требуют бо́льших мускульных усилий, но это не так. Именно этому явлению обычно обязаны своим существованием гласные типа [ɪ], [ʏ], [ʊ], как бы промежуточные между разными рядами и подъёмами. Тем не менее не все признают, что эти термины имеют какую-либо фонетическую реальность, указывая, что это категории скорее фонологические: так, в английском языке «ненапряжённые гласные» встречаются лишь в закрытых слогах, тем самым критерий их выделения — чисто дистрибутивный.

## Долгота
По долготе гласные делятся на краткие и долгие.
В тех языках, где долгота гласных несет смыслоразличительную роль, она часто связана с изменением качества звука — ряда и/или подъёма, что облегчает распознавание. Например, в английском языке в парах типа «live — leave» в первом случае звучит краткое [ɪ], а во втором — долгое [i:]; в парах типа «dock — dork» краткий звук открыт, а долгий закрыт и обычно эризован, и т. п. Гораздо чётче выражено смыслоразличение по долготе-краткости в немецком языке, однако и там долгота обычно коррелирует с качеством звука.
Во многих языках долгота гласных не имеет смыслоразличительного значения, и носители этих языков могут воспринимать её иначе. Например, в современном русском языке долгота-краткость не важны, поэтому для носителя русского языка (если только он специально не тренировался) долгота обычно воспринимается как ударение или необычная интонация. Так, в чешской речи русские обычно не замечают ударения (всегда приходящегося на первый слог), а воспринимают в качестве ударного слог с долгим звуком. По этой же причине при изучении чешского (и других языков, где долгота-краткость важна) русскоязычным ученикам бывает весьма трудно произнести долгий звук в слоге без ударения.
По схожей причине в японском языке при записи иностранных слов ударение обычно передают с помощью долготы (в японском языке долгие и краткие гласные различаются, но отсутствует ударение в привычном для европейца виде).
Во французском языке долгота также не несёт смыслоразличительной нагрузки, однако литературная традиция предписывает произносить долгий звук в последнем слоге перед [z], [v], [vr]; носовые гласные в закрытом слоге всегда произносятся кратко; и т. п. Отклонения от этих правил не повлияют на смысл сказанного, однако оно будет восприниматься как речь со странным акцентом или неграмотная.

### Шва
Гласный, который получится, если не совершать никаких специальных движений артикуляторов, то есть если они все будут неподвижны, называется нейтральным гласным, или шва. Он обозначается символом [ə]. Фонетически он находится «между» верхне-средним и нижне-средним рядом, но обычно предполагается, что он вовсе лишён фонологических признаков (или немаркирован по всем им).

## Акустика
Акустически при произнесении гласных звуков выделяется достаточно много энергии по всему спектру (что хорошо видно на осциллограммах), однако для распознавания гласных обычно достаточно информации, содержащейся в частотах ниже 4-5 кГц.
Для описания акустических характеристик гласных используются спектрограммы. На них хорошо видны периодические колебания, характерные для гласных. Области высокой энергии (на спектрограмме обозначаются более тёмным цветом) называются формантами: для распознавания обычно достаточно средних значений первых двух формант.

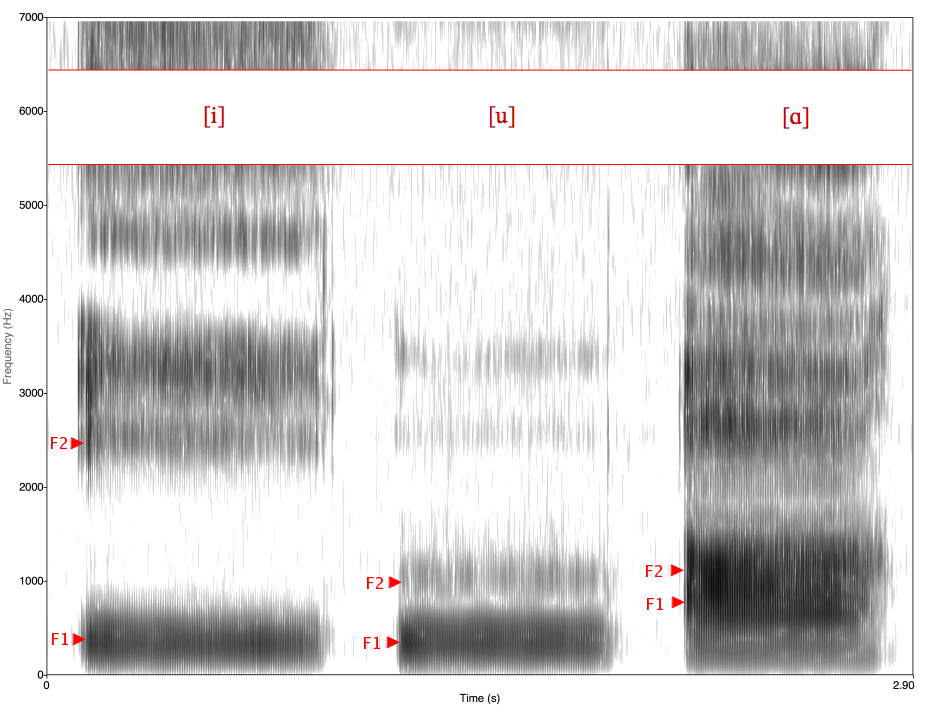
Спектрограмма произнесения гласных /[i], [u], [ɑ]/. Стрелками отмечены значения формант

В нижней части спектра обычно также наблюдается скопление энергии — это частота колебания голосовых связок (частота основного тона), которая индивидуальна для каждого человека. При произнесении глухих гласных, естественно, энергии в этой части спектра меньше.
Первая форманта (F1) коррелирует с подъёмом гласного: чем выше её значение, тем ниже подъём гласного (это хорошо видно на изображении справа — у [ɑ], гласного нижнего ряда, F1 заметно выше, чем у закрытых [i], [u].
Вторая форманта коррелирует с рядом: чем выше вторая форманта, тем ближе гласный к переднему ряду (так, значение F2 у звука [i] составляет около 2,5 кГц, что также видно на изображении).
Акустический коррелят огубленности достаточно сложен, он описывается как некоторое нетривиальное соотношение F2 и F3; в целом у огубленных гласных F2 несколько ниже, с чем и связана отмеченная выше связь огубленности с задним рядом.
Эризация отмечается как некоторое понижение F3.
Кроме значения формант (то есть средней их частоты) играет определённую роль и их ширина, то есть величина области спектра, в которой наблюдается бо́льшая интенсивность колебаний. Более узкие форманты присущи гласным, произносимым с фарингализацией, с выдвижением вперёд корня языка; более широкие соответствуют отодвинутому назад корню языка и «ненапряжённости».
Тоновые различия в гласных соответствуют изменения в частоте основного тона: обычно их интерпретируют с помощью тонограмм.

## Фонология
Фонологически гласный определить сложнее, чем фонетически. Обычно считается, что гласный — это звук, способный выступать в роли ядра слога, нести ударение и тон. Однако хорошо известно, что во многих языках эти функцими могут выполнять и согласные звуки, в первую очередь сонорные, ср. чешск. vrba 'верба', санскрит krta- 'сделанное'. Сонорные разделяют с гласными и некоторые акустические характеристики, в первую очередь периодичность колебаний. Именно поэтому в системе универсальных фонетических признаков, предложенной Ноамом Хомским и Моррисом Халле, гласные и сонанты объединяются в естественный класс по признаку [+voc] («гласность»), различаясь, соответственно, по признаку согласности ([+cons] у сонорных, [-cons] у гласных). Отметим также, что в роли слогового ядра иногда могут выступать даже взрывные (в первую очередь в атабаскских языках).
Особенно тесную связь с гласными звуками обнаруживают полугласные, или глайды, в первую очередь [w] и [j]. Это неудивительно, так как они отличаются от верхних гласных [u] и [i] лишь чуть большим сужением речевого тракта. В некоторых языках эти звуки могут выступать как варианты одной фонемы в зависимости от окружения или переходить друг в друга: так, в средневаллийском слово cadw 'держать, сохранять' произносилось как [kadw], а в современном валлийском — как [kadu]. В современной нелинейной фонологии гласные и полугласные объединяются в один класс V (англ. vowel «гласный»), противопоставляемый классу С (англ. consonant «согласный»). Различие между гласными и полугласными определяется их положением в слоге: гласные всегда образуют ядро слога, тогда как полугласные звуки могут быть лишь на периферии слога в качестве начального (инициаль) или конечного (финаль) элемента.

## Дифтонги и трифтонги
До сих пор речь шла лишь о монофтонгах, то есть таких гласных, акустическая картина которых не меняется на всем протяжении их артикуляции. Под дифтонгами понимаются звуки, артикуляция которых подразумевает переход от одного гласного звукотипа к другому; трифтонги включают, соответственно, три звукотипа. Обычно в составе дифтонгов один из компонентов является слоговым, а прочие — нет. Если слоговым является первый компонент, то такой дифтонг называется нисходящим, если второй — восходящим. В роли неслоговых компонентов чаще всего выступают неслоговые соответствия закрытым гласным, то есть [w] и [j], например в английском [kaɪt] 'воздушный змей', [loʊ] 'низкий'; однако встречаются и другие варианты, например в древнеанглийском языке были нисходящие дифтонги [æa] и [æo]. Очень редко встречаются равновесные дифтонги, например, в нивхском языке.
Следует различать фонетические и фонологические дифтонги. Так, фонетическими дифтонгами являются, например, звуковые комплексы в конце русских слов сильный, большой, но фонологически их следует анализировать как сочетания гласного с согласным /j/. В каждом случае анализ зависит от конкретного языка.